# Lijst van rivieren in de Filipijnen
In deze lijst van rivieren in de Filipijnen zijn de rivieren en zijrivieren per eiland gegroepeerd en geordend naar stroomgebied, waarbij de opeenvolgende zijrivieren ingesprongen zijn weergegeven onder de naam van de betreffende hoofdrivier. 
De langste rivier van het land is de Cagayan, met een lengte van 505 kilometer, gevolgd door de Mindanao- en Agusanrivier, met respectievelijk 373 kilometer en 349 kilometer. Met een oppervlakte van 27.753 km² heeft de Cagayan het grootste stroomgebied, gevolgd door de Mindanao (23.169 km²), Agusan (11.937 km²) en de Pampanga (10.434 km²).

## Rivieren per eiland

### Luzon
- Abra
- Abulog
- Agno
- Angat
- Apayao
- Balili
- Bay
- Bicol
  - Libmanan
  - Naga
  - Yabu
  - Mangayawan
- Bued
- Cabuyao
- Cagayan
  - Chico
  - Ilagan
  - Magat
  - Pinacanauan
  - Siffu
  - Mallig
  - Calao
  - Diadi
  - Baligatan
- Calumpang (Batangas)
- Ifugao
- Lawaye
- Mangangate
- Marikina (Metro Manila)
- Morong
- Padsan
- Pagsanjan (Laguna)
- Pampanga
- Pangil (Laguna)
- Pansipit
- Parañaque
- Pasig (Metro Manila)
  - San Juan
  - Taguig (Metro Manila)
- San Juan
- San Cristobal (Laguna)
- Santa Cruz
- Sapang Baho
- Siniloan
- Tarlac
- Tullahan
- Tunasan
- Umiray
- Zapote
- Malabon - Navotas
- Navotas

### Visayas
- Abatan, Bohol
- Aklan, Panay
- Banica, Negros
- Bojo, Cebu
- Butuanon, Cebu
- Catarman, Northern Samar
- Catubig, Northern Samar
- Hilabangan
- Iloilo, Panay
- Inabanga, Bohol
- Jalaur, Panay
- Kamputhaw, Cebu
- Loboc, Bohol
- Matutinao, Cebu
- Pambujan, Northern Samar
- Panay, Panay
- Silmugi
- Subangdaku
- Ulot

### Mindanao
- Agus
- Agusan
  - Sibagat
  - Wawa
  - Umayam
- Buayan
- Cagayan
  - Bubunaoan
  - Kalawaig
  - Tagite
- Davao
  - Salug
- Guagua
- Malungon
- Mandulog (Iligan)
- Rio Grande de Mindanao
  - Libungan
  - Pulangi
    - Bobonawan
    - Tigwa
    - Manupali
    - Muleta
    - Sawaga

  - Maradugao
  - Kabacan
  - Buluan
  - Allah
- Tagum
- Libuganon
- Tagoloan
  - Initao (Initao, Misamis Oriental)

Topografische kaart van het eiland Mindanao.

  - Talabaan (Naawan, Misamis Oriental)
  - Manticao (Manticao, Misamis Oriental)

## Belangrijkste stroomgebieden
De Filipijnen hebben 421 stroomgebieden van hoofdrivieren, waarvan er 18 een oppervlakte van meer dan 1400 km² bezitten.  Deze 18 grote stroomgebieden beslaan samen een oppervlakte van circa 100.000 km², hetgeen overeenkomt met ongeveer 37% van de totale landoppervlakte van de Filipijnen.
| Naam stroomgebied | Lengte (km) | Oppervlakte (km²) | Eiland   |
| ----------------- | ----------- | ----------------- | -------- |
| Cagayan           | 505         | 27.753            | Luzon    |
| Mindanao          | 373         | 23.169            | Mindanao |
| Agusan            | 349         | 11.937            | Mindanao |
| Pampanga          | 261         | 10.434            | Luzon    |
| Agno              | 206         | 5.952             | Luzon    |
| Abra              | 179         | 5.125             | Luzon    |
| Pasig-Laguna      |             | 4.678             | Luzon    |
| Bicol             |             | 3.771             | Luzon    |
| Abulug            | 175         | 3.372             | Luzon    |
| Tagum-Libuganon   |             | 3.064             | Mindanao |
| Ilog-Hilabangan   |             | 1.945             | Visayas  |
| Panay             |             | 1.843             | Visayas  |
| Tagoloan          |             | 1.704             | Mindanao |
| Agus              |             | 1.645             | Mindanao |
| Davao             | 150         | 1.623             | Mindanao |
| Cagayan de Oro    |             | 1.521             | Mindanao |
| Jalaur            |             | 1.503             | Visayas  |
| Buayan-Malungan   |             | 1.434             | Mindanao |